# Paramonostherium richardsi
Paramonostherium richardsi är en insektsart som beskrevs av Williams 1985. Paramonostherium richardsi ingår i släktet Paramonostherium och familjen ullsköldlöss. Inga underarter finns listade i Catalogue of Life.